# 日吉曼塔斯·亚纳维丘斯
日吉曼塔斯·亚纳维丘斯（1989年2月20日—）是一名立陶宛籃球運動員。他在場上的位置是控球後衛。他也代表立陶宛國家籃球隊參賽。